# Râul Dăianu
Râul Dăianu este un curs de apă, afluent de stânga al Râului Mare, care este un afluent de dreapta al Cugir. 

## Generalități
Râul Dăianu nu are afluenți semnificativi.